# Relativna gustoća
Relativna gustoća je fizikalna veličina kojom se izražava omjer gustoće neke tvari i gustoće referentne tvari: 
{\displaystyle d={\rho  \over \rho _{0}}}
Relativna gustoća nema mjernu jedinicu, jer se dobiva dijeljenjem istovrsnih veličina.

## Specifična težina
Specifična težina u mineralogiji i kemiji za krutine i kapljevine jednaka je relativnoj gustoći u odnosu na čistu vodu pri normalnom tlaku i temperaturi na kojoj joj je gustoća najveća (3,98 °C). Prema sadašnjoj definiciji kilograma to je vrijednost od 0,999975 kg/dm³, što treba uzeti u obzir kada se uspoređuju brojevne vrijednosti apsolutne gustoće i specifične težine.
Za plinove se specifična težina obično određuje kao relativna gustoća u odnosu na suhi zrak pri normalnom tlaku i temperaturi od 0 °C, tj. u odnosu na vrijednost od 1,2931 kg/m³.